# حافظ حسین کربلایی
حافظ حسین کربلایی تبریزی (درگذشته ۹۹۷ قمری) عارف و عالم و مورخ ایرانی بود.

## آثار
- روضات الجنان و جنات الجنان